# Rosztovátovci
Rosztovátovci (ukránul: Ростов'ятиця) falu Ukrajnában, a Kárpátalján, a Munkácsi járásban.

## Fekvése
Bereghalmostól északkeletre, Patakostól keletre fekvő település.

## Népesség
A 365 méter tengerszint felett fekvő falucskának 191 lakosa van.